# Öötla
Öötla – wieś w Estonii, w prowincji Järva, w gminie Kareda.